# Туманность Красный Прямоугольник
Туманность Красный прямоугольник (Red Rectangle Nebula, Красная прямоугольная туманность) — протопланетарная туманность в созвездии Единорога на расстоянии 2300 световых лет от Земли, названная так из-за своего красного цвета и уникальной прямоугольной формы. Туманность была обнаружена в 1973 году во время полёта геодезической ракеты, связанного с инфракрасным обзором неба Hi Star. Двойная система в центре туманности впервые была обнаружена Р. Г. Эйткеном в 1915 году.

## Свойства двойной системы
Дифракционные спекл-изображения в видимом и ближнем инфракрасном диапазоне показывают очень симметричную, компактную биполярную туманность с Х-образными шипами, которые подразумевают тороидальное распределение околозвёздного материала. Центральная звезда — в действительности тесная пара звёзд — окружена плотным пылевым тором, который сжимает первоначально сферически симметричный поток вытекающего вещества, и оно приобретает форму конусов, касающихся краёв тора. Так как тор виден нам с ребра, границы конусов образуют форму буквы X. Хорошо различимые ступеньки показывают, что истечение вещества происходит неравномерно.
Двойная система окружена компактной, очень массивной (M ≈ 1,2 M⊙), очень плотной пылевой оболочкой с примесью водорода. Её плотность ~ 2,5×1012 атомов на см3 (отношение масс пыль/газ ~ 0,01). Модель предполагает, что большая часть массы пыли сосредоточена в очень больших частицах. Полярные регионы в результате притока пыли плотнее, чем окружающая среда. Яркий компонент спектрально-двойная звезда HD 44179 является пост-AGB звездой с массой ~ 0,57 M⊙ и светимостью ~ 6000 L⊙.
Эффективная температура звезды ~ 7750 K. На основе изучения элементов орбиты двойной системы, предполагается что её невидимый компаньон являются гелиевым белым карликом с массой ~ 0,35 M⊙, светимостью ≲ 100 L⊙, и температурой ~ 6×104 K. Столь большая для белого карлика светимость может объясняться одной или несколькими вспышками термоядерного горения водорода, полученного в результате аккреции вещества пост-AGB звезды. Горячий белый карлик ионизирует разреженное вещество оболочки, формируя небольшую область H II, наблюдаемую в радиодиапазоне. Эволюционный сценарий формирования туманности предлагает, что в начале существовали две звезды с массами 2,3 и 1,9 M⊙ соответственно на расстоянии ~ 130 R⊙. Туманность была образована выбросом общей оболочки звёзд из полости Роша после её переполнения потоком вещества с нынешней пост-AGB звезды.

## Обнаружение органических молекул
На 203-м заседании Американского астрономического общества в январе 2004 года, рабочая группа во главе с А. Витт (A. Witt) из Университета Толедо, штат Огайо сообщила, что они обнаружили спектральные линии полициклических ароматических углеводородов антрацена и пирена — потенциально исключительно важных для формирования жизни органических молекул. До недавнего времени считалось, что ультрафиолетовое излучение быстро разрушает эти углеводороды; тот факт, что они всё ещё существуют, был объяснён наличием недавно обнаруженных молекулярных сил. Эти две молекулы содержат 24 и 26 атомов соответственно, что примерно в два раза больше наиболее длинной из ранее найденных в космосе молекулярной цепочки из 13 атомов. Углерод и водород выдуваются звёздным ветром, образуя туманность: в ней газ охлаждается, атомы сталкиваются, образуя всё бо́льшие и бо́льшие молекулы.
Выброс пылевой оболочки начался 14000 лет назад. В течение следующих нескольких тысяч лет звезда будет становиться всё меньше и горяче́е, испуская поток ультрафиолетового излучения в окружающей туманности. По истечении нескольких тысяч лет Красная прямоугольная туманность раздуется в планетарную туманность.